# Márcia Fu
Márcia Regina Cunha, popularmente conhecida apenas como Márcia Fu (Juiz de Fora, 26 de julho de 1969),  é uma ex-voleibolista brasileira que destacou-se como atacante de meio e ponta. Foi medalhista olímpica, bicampeã mundial do Grand Prix e vice-campeã do Campeonato Mundial e da Copa do Mundo, além de eleita uma das dez melhores jogadoras do mundo em 1996.

## Biografia

### Primeiros anos
Márcia, nasceu em Juiz de Fora, município do interior de Minas Gerais, no ano de 1969. Iniciou sua carreira na vôlei aos doze anos, jogando pelo clube local, Sport Club Juiz de Fora.

### Carreira
Após o bom início no clube juiz forense, Márcia integrou a equipe do tradicional Minas Tênis Clube, de Belo Horizonte. Mais tarde, em 1989, transferiu-se para São Paulo para defender o time da Sadia, conquistando o campeonato brasileiro e sul-americano de clubes e o seu desempenho rendeu-lhe a convocação no mesmo ano para a Seleção Brasileira de Voleibol Feminino, para disputar o Campeonato Mundial de Voleibol Feminino Sub-20 de 1987 — no qual sagrou-se campeã, repetindo o feito em 1989. Teve passagens por tradicionais clubes de São Paulo, como o Pinheiros, Guarujá, BCN/Osasco e Guarulhos.
Márcia tem grande experiência em olímpiadas. Em 1988, participou dos Jogos Olímpicos de Verão, realizados em Seul, na Coreia do Sul. Integrando á delegação brasileira, viu o selecionado brasileiro alcançar o sexto lugar da competição após uma derrota para a seleção da Alemanha Oriental por 3 sets a 1.
Disputou os Jogos Pan-Americanos de 1991, realizados em Havana, capital de Cuba. A seleção brasileira foi a final após ter vencido a seleção do Peru por 3 sets a 1. Na disputa pelo ouro, o Brasil, perdeu para as anfitriãs por 3 sets a 1, garantido a medalha de prata para o Brasil.
Voltou a defender a seleção em Jogos Olímpicos, na edição de 1992, realizada em Barcelona, na Espanha. Na competição, o Brasil ficou em quarto lugar, após ser derrotado na disputa pela medalha de bronze pelos Estados Unidos por 3 sets a 0.
No Campeonato Mundial de Voleibol Feminino de 1994, realizado na cidade de São Paulo, Márcia esteve na equipe que foi derrotada pelas cubanas na final por 3 sets a 0, alcançando a medalha de prata.
Disputou sua terceira Olímpiada, nos Jogos Olímpicos de 1996, na competição disputada em Atlanta, nos Estados Unidos. Após uma partida histórica entre Cuba e Brasil na semifinal, que contou com preleção por telefone de Fidel Castro, o Brasil foi derrotado por 3 a 2 pelas cubanas. Na disputa pela medalha de bronze, o Brasil superou a seleção russa, vencendo o jogo por 3 sets a 2. Márcia fez parte da primeira geração de jogadoras brasileiras que conquistaram destaque em competições internacionais e a obter a primeira medalha olímpica do voleibol feminino indor e outros títulos expressivos. Desde as categorias de base da seleção atuou conjuntamente com as que também fizeram parte de uma geração: Ana Flávia Sanglard, Fernanda Venturini e Ana Moser, que inauguraram uma história de conquistas para a seleção feminina como o bicampeonato mundial juvenil pela seleção.
Marcia ainda participou de algumas edições do Campeonato Sul-Americano e da Copa do Mundo de Voleibol Feminino além de brilhar em edições do Grand Prix.  Deixou a Seleção em 1996, após a conquista em Atlanta. No ano de 1997, após contusão que a impediu de se classificar para as finais da Superliga e ser convocada para a seleção brasileira, trocou o vôlei pelo hipismo.
Retomou sua carreira no vôlei defendendo equipes como Petrobrás/Macaé, UnG/Sportville e em 1999, emigrou do país para jogar uma temporada na Turquia, pelo Vakıfbank Ankara. Aposentou -se das quadras no ano de 2001, aos 33 anos, tendo como último clube o Vasco da Gama.

### Carreira na televisão
No dia 14 de setembro de 2023, foi confirmada como uma das participantes da décima quinta temporada do reality show A Fazenda na Rede Record.
Durante o programa, Márcia viralizou na internet com vídeos e memes. Em dezembro de 2023, um vídeo onde ela interpreta a canção "Escrito nas Estrelas" de Tetê Espíndola tornou-se popular na internet, retomando a popularidade da música lançada nos anos 1980. Após passar por 5 roças, a ex-atleta virou finalista do programa, terminando a competição em terceiro lugar com 12,78% dos votos em uma final contra André Gonçalves (25,77%), Jaquelline Grohalski (56,17%) e WL Guimarães (5,28%).
Após a sua passagem na décima quinta de A Fazenda, Fu continuou participando de programas de TV como convidada e dando entrevistas para alguns famosos. A ex-jogadora foi alvo de boatos sobre a sua suposta contratação pela TV Globo para integrar a equipe do Esporte Espetacular apresentando um quadro de humor sobre os Jogos Olímpicos de Verão de 2024, o que acabou nem se confirmando.
Em 1 de fevereiro de 2024, Márcia Fu participou do Fofocalizando no SBT passando por uma mudança radical no visual. No dia 23 do mesmo mês, Márcia é contratada pela emissora de Silvio Santos para integrar o Tá na Hora como comentarista e repórter. No dia 11 de março, Fu chegou a ser anunciada como a nova apresentadora da edição digital da segunda temporada do reality A Grande Conquista, formando par com Lucas Selfie e que supostamente voltaria à Record, mas conciliando com os trabalhos no SBT. No entanto, a assessoria da Record desmentiu tal informação. Quatro meses depois do anúncio do suposto contrato (que nem a própria tinha conhecimento), Márcia assina com a Record para comandar o Canal da Fu no YouTube, repercutindo vários assuntos do dia-a-dia, mas mantendo o contrato com o SBT, uma vez que a ex-atleta não possui exclusividade com alguma das duas mídias.
Em 23 de agosto de 2024, Márcia pede demissão do SBT após cinco meses. Segundo a revista Contigo!, ela alega ter sido desrespeitada pela equipe do Tá na Hora com o anúncio de sua internação por conta de uma crise de hérnia de disco no dia 29 de julho. No entanto, Fu esclarece que deixou o SBT para se dedicar aos seus projetos pessoais, principalmente no mundo digital. Com a sua saída do SBT e mantendo o contrato com a Record, Fu passaria a integrar novamente o elenco de A Fazenda, mas agora como apresentadora do quadro FuZenda, onde vai repercutir os últimos acontecimentos do reality show com humor e descontração.

## Política
Ao final de sua carreira, envolveu-se com a política. Filiada ao Partido Progressista (PP), em 2004 anunciou sua candidatura ao cargo de vereadora de Juiz de Fora, porém, renunciou antes do pleito. Após deixar o PP e filiar-se ao Partido Trabalhista Brasileiro (PTB), apresentou candidatura para o cargo, porém, teve sua candidatura indeferida.
Foi secretária de esportes da prefeitura de Juiz de Fora entre 2007 e 2013, em diferentes gestões da cidade, incluindo José Eduardo Araújo (PR) e Custódio Mattos (PSDB).
No ano de 2022, filiou-se ao União Brasil (UNIÃO) e anunciou candidatura como deputada estadual de Minas Gerais. Alcançou 2.218 votos, não sendo eleita, garantindo a suplência.

### Desempenho eleitoral
| Ano  | Eleição                   | Cargo             | Partido | Votos | Resultado  | Ref.   |
| ---- | ------------------------- | ----------------- | ------- | ----- | ---------- | ------ |
| 2004 | Municipal de Juiz de Fora | Vereadora         | PP      |       | Renúncia   | [ 43 ] |
| 2008 | Municipal de Juiz de Fora | Vereadora         | PTB     |       | Indeferida | [ 43 ] |
| 2022 | Estaduais em Minas Gerais | Deputada Estadual | UNIÃO   | 2.218 | Não eleita | [ 50 ] |

## Vida pessoal
No ano de 2002, descobriu ter um câncer na bexiga, do qual conseguiu se recuperar.
No divórcio com Eduardo Barbosa, Márcia, ficou com apenas 20% de seu patrimônio, enquanto o ex-marido ficou com 80%, incluindo casa e carro.
Em 1 de junho de 2012, aos 42 anos, teve seu filho, Gabriel, mesmo enfrentando as adversidades de uma endometriose.

## Filmografia
| Ano           | Título                 | Função                           | Notas        | Ref.   |
| ------------- | ---------------------- | -------------------------------- | ------------ | ------ |
| 2023          | A Fazenda              | Participante (3º lugar)          | Temporada 15 | [ 31 ] |
| 2024          | Fofocalizando          | Convidada                        |              | [ 54 ] |
| 2024          | Tá na Hora             | Comentarista e Repórter          |              | [ 55 ] |
| 2024          | Programa Silvio Santos | Jurada (quadro Show de Calouros) |              |        |
| 2024          | A Fazenda              | Apresentadora (quadro FuZenda)   | Temporada 16 | [ 42 ] |
| 2024–presente | Canal da Fu            | Apresentadora                    |              |        |

## Clubes
| Clube                  | País    | De   | Até  |
| SC Juiz de Fora        | Brasil  | 1981 | 1985 |
| Minas Tênis Clube      | Brasil  | 1985 | 1988 |
| Sadia E.C.             | Brasil  | 1988 | 1992 |
| AA Rio Forte           | Brasil  | 1992 | 1992 |
| L'acqua di Fiori/Minas | Brasil  | 1992 | 1993 |
| BCN/Guarujá            | Brasil  | 1993 | 1995 |
| Tensor/E.C. Pinheiros  | Brasil  | 1995 | 1996 |
| BCN/Osasco             | Brasil  | 1996 | 1998 |
| Petrobrás/Macaé        | Brasil  | 1998 | 1999 |
| UnG/Sportville         | Brasil  | 1999 | 1999 |
| Vakıfbank Ankara       | Turquia | 1999 | 1999 |
| Vasco da Gama          | Brasil  | 2000 | 2001 |

## Resultados
Qualificação Intercontinental Olímpica
- 1988- Vice-campeã(Forli  Itália)[56]

Jogos Olímpicos de Verão
- 1988 - 6ºLugar Olimpíada de Seul( Coreia do Sul)[9]
- 1992 - 4ºLugar Olimpíada de Barcelona( Espanha)[15]
- 1996 - 3° Lugar Olimpíada de Atlanta ( Estados Unidos)[19]

## Premiação individual
- Melhor Sacadora do Campeonato Mundial de Voleibol Feminino Sub-20 de 1987
- Melhor Sacadora do Campeonato Mundial de Voleibol Feminino Sub-20 de 1989
- Melhor Sacadora do Campeonato Mundial de Clubes de Voleibol Feminino de 1991
- Melhor Bloqueadora do Grand Prix de Voleibol de 1994
- Melhor Atacante da Superliga Brasileira de Voleibol Feminino de 1995/96
- Melhor Oposto dos Jogos Olímpicos de Verão de 1996